# Macrocheles robustulus
Espèce
Macrocheles robustulus est une espèce d'acariens de la famille des Macrochelidae.